# Tibor Andrásfi
Tibor Andrásfi, född den 10 december 1999 i Budapest, är en ungersk fäktare som tävlar i värja.

## Karriär
Tibor Andrásfi ingick i det ungerska laget som tog guld i värja vid OS 2024.